# Давид Комнин (правитель Синопа)
Давид Комнин (греч. Δαβίδ Κομνηνός) (1184 — 12 декабря 1212) — один из основателей Трапезундской империи, которой правил вместе с братом — Алексеем I Великим Комнином.
Давид ещё ребенком стал свидетелем свержения династии Комнинов и ослепления собственного отца. После этого он с братом Алексеем ещё 15 лет проживал в Константинополе, и лишь после неудачного заговора им пришлось бежать в Грузию. Там их с удовольствием приняла царица Тамара, давно не ладившая с династией Ангелов, ставших новыми басилевсами.
Перейдя границу Византии весной 1204 года, братьям удалось захватить фему Халдия со столицей в Трапезунде. После этого Алексей был коронован императором, а Давид продолжил активные боевые действия. Вступив в Пафлагонию, он столкнулся с никейским императором Феодором I Ласкарисом. В борьбе с ним, Комнин заключил альянс с латинянами, но это не помогло ему сохранить захваченные земли. После гибели Давида в 1212 году, Трапезундская империя уже не пыталась расширять свои владения, и просуществовала ещё 250 лет.

## Юность
Давид был вторым сыном Мануила Комнина и грузинской принцессы Русудан. Являлся внуком византийского императора Андроника Комнина, свергнутого жителями Константинополя в 1185 году. Сыновья свергнутого правителя были ослеплены, но дети Мануила прожили в Константинополе до 1201 года. После неудачного мятежа Иоанна Толстого, братья бежали на родину матери, где их приютила царица Тамара.

### Царица Тамара

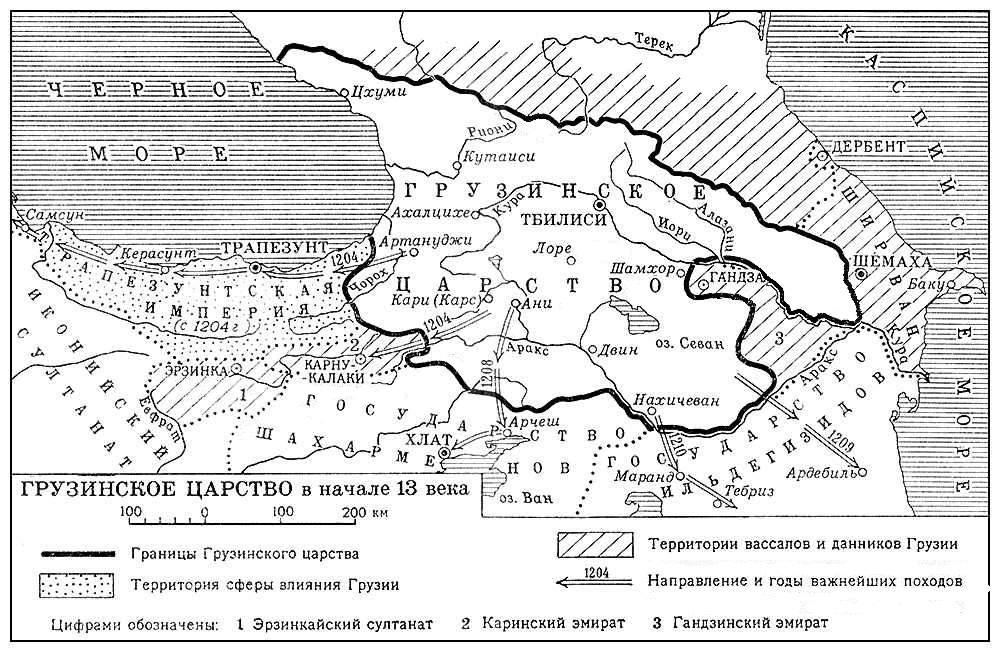
Грузинское царство в начале XIII века

Царица Тамара давно враждовала с династией Ангелов, которые помогали её супругу Юрию Боголюбскому в его борьбе с собственной женой. В апреле 1204 года, когда столицу Византии осаждали участники четвёртого крестового похода, Комнины при поддержке грузинских наёмников вступили в фему Халдия. Алексей был коронован императором, а Давид начал увеличивать владения нового государства. Им были захвачены города Керасун, Унье, Лимния, Самсун, Синоп, Котиору, Амасья и Гераклея Понтийская. Причиной этого успеха стала популярность династии Комнинов в этом регионе, а также захватом Константинополя латинянами в 1204 году.
В самой феме не нашлось сторонников династии Ангелов. Местные аристократические династии — Дораниты, Камахины, Каваситы, Митцоматы и Тцанихиты — не имели доступа к высшим административным должностям, а большая часть налогов уходила в столицу империи. Купечество желало более активного участия в торговых сделках, а простой народ хотел иметь защиту от сельджуков.

## Борьба с Никейской империей
Давид Комнин, собрав войско в Пафлагонии, равно как в Ираклии Понтийской, и наняв отряд иверийцев, населяющих берега реки Фазиса, старался подчинить своей власти разные города и селения, провозглашая государем своего родного брата, по имени Алексей, и называя себя его предтечею и провозвестником, тогда как сам Алексей, брат его, по-видимому, дал обещание никогда не выходить из трапезунтской области и походил на Иласа, которого, по поговорке, все зовут, а никто не видит.
В 1206 году Давид отправил своего генерала Синадина с приказом захватить город Никомедия. Но Феодору I Ласкарису удалось разбить трапезундское войско, и Давиду пришлось остаться в Гераклеи Понтийской. Позже никейцы чуть не выбили Комнина из этого города, но его спасла атака латинян на Никомедию.
Давид начал вести переговоры с Латинской империей, и признал себя её вассалом. Получив вспомогательный отряд из 300 франков, трапезундцы перешли реку Сакарью. После этого они начали грабить деревни, признававшие власть Ласкариса, а также успели взять заложников. Давиду удалось избежать встречи с никейцами, но франки были перебиты.
В 1208 году Феодор вновь подошёл к Гераклеи, но трапезундцы отправили гонцов к Генриху Фландрскому. Латинский император поспешил на помощь своим союзникам, и никейцы отступили назад. По итогам похода, латиняне смогли захватить часть Вифинии, и только зима помешала им развить свой успех. В итоге никейский император смог захватить Гераклею, Амасью, Неокастрон и Котиору.

## Смерть
Судя по всему, Давид бежал в Латинскую империю. Он стал монахом Даниилом, и смерть настигла его 12 декабря 1212 год в Афонском монастыре.